# Кот де Неж Нотр Дам де Грас
Кот де Неж Нотр Дам де Грас (фр. Côte-des-Neiges–Notre-Dame-de-Grâce) је једна од 19 општина Монтреала. Општина је образована 1. јануара 2002.